# LOL (^^,)
LOL <(^^,)> je první studiové album švédského producenta taneční hudby Basshuntera.

## Seznam skladeb
| Originální album (1. září 2006) | Originální album (1. září 2006)                         | Originální album (1. září 2006) |
| Pořadí                          | Název                                                   | Délka                           |
| ------------------------------- | ------------------------------------------------------- | ------------------------------- |
| 1.                              | Vi sitter i Ventrilo och spelar DotA (Radio Edit)       | 3:21                            |
| 2.                              | Boten Anna (Radio Edit)                                 | 3:28                            |
| 3.                              | Strand Tylösand                                         | 3:17                            |
| 4.                              | Sverige                                                 | 2:58                            |
| 5.                              | Hallå där                                               | 2:38                            |
| 6.                              | Mellan oss två                                          | 3:57                            |
| 7.                              | Var är jag                                              | 4:00                            |
| 8.                              | Utan sjärnorna                                          | 3:50                            |
| 9.                              | Festfolk (2006 Remix)                                   | 4:00                            |
| 10.                             | Vifta med händerna (feat. Patrik och Lillen)            | 3:10                            |
| 11.                             | Professional Party People                               | 3:09                            |
| 12.                             | I'm Your Basscreator                                    | 5:24                            |
| 13.                             | Boten Anna (Instrumental)                               | 3:20                            |
| 14.                             | Vi sitter i Ventrilo och spelar DotA (Extended Version) | 7:45                            |
| Celková délka:                  | Celková délka:                                          | 54:17                           |

| Mezinárodní edice (22. prosince 2006) | Mezinárodní edice (22. prosince 2006) | Mezinárodní edice (22. prosince 2006) |
| Pořadí                                | Název                                 | Délka                                 |
| ------------------------------------- | ------------------------------------- | ------------------------------------- |
| 1.                                    | Now You're Gone (Radio Edit)          | 2:39                                  |
| 2.                                    | DotA (Radio Edit)                     | 3:21                                  |
| 3.                                    | Boten Anna                            | 3:28                                  |
| 4.                                    | I'm Your Basscreator                  | 5:24                                  |
| 5.                                    | Russia Privjet                        | 4:07                                  |
| 6.                                    | Professional Party People             | 3:09                                  |
| 7.                                    | GPS                                   | 4:00                                  |
| 8.                                    | Hello There                           | 2:40                                  |
| 9.                                    | We Are the Waccos                     | 3:58                                  |
| 10.                                   | The Beat                              | 3:35                                  |
| 11.                                   | Without Stars                         | 3:50                                  |
| 12.                                   | Throw Your Hands Up                   | 3:10                                  |
| 13.                                   | Strand Tylösand                       | 3:17                                  |
| 14.                                   | Between the Two of Us                 | 3:58                                  |
| 15.                                   | Boten Anna (Instrumental)             | 3:20                                  |
| 16.                                   | DotA (Club Mix)                       | 5:44                                  |
| 17.                                   | Jingle Bells (Bass)                   | 2:46                                  |
| 18.                                   | Beer in the Bar                       | 3:51                                  |
| Celková délka:                        | Celková délka:                        | 66:17                                 |